# Alchemilla moncophila
Alchemilla moncophila é uma espécie de rosácea do gênero Alchemilla, pertencente à família Rosaceae.